# William Lloyd Warner

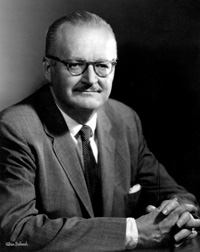
Willam Lloyd Warner

William Lloyd Warner (Redlands, 26 ottobre 1898 – Chicago, 23 maggio 1970) è stato un antropologo e sociologo statunitense.

## Biografia e opera
Docente all'Università di Chicago, pioniere dell'analisi antropologica che applica — con i metodi adoperati su comunità primitive — sulla "città media" statunitense.
Dopo lo studio approfondito delle comunità neolitiche dell'Australia, Warner indaga su quali siano le affinità comportamentali fra individui facenti parte di gruppi apparentemente distanti — "primitivi" da un lato e legati alla "civiltà moderna" dall'altro — ma secondo lo studioso caratterizzati da eguale natura. In base a questi criteri, Warner definisce la "comunità" come insieme plurale di persone contraddistinte però da interessi, sentimenti, comportamenti e finalità comuni, in quanto appartenenti a uno stesso gruppo sociale. Questi interessi comuni, degli individui facenti parte dello stesso gruppo sociale, determinano una struttura che si mantiene costante nelle varie forme di società, siano queste antiche o moderne.
Determinante è la sua teoria delle classi sociali, definita anche "torta a sei strati" o "stratificazione moderna in sei classi sociali" che attualmente ispira i vari indicatori socioeconomici utilizzati per suddividere, quantificare e gerarchizzare intere popolazioni:
1. ricchi di famiglia;
2. nuovi ricchi;
3. professionisti;
4. impiegati;
5. lavoratori;
6. disoccupati.[1]

## Opere
- Warner, W. Lloyd. 1967. The Emergent American Society.
- Warner, W. Lloyd. 1963.  The American Federal Executive: A Study of the Social and Personal Characteristics of the Civil Service.
- Warner, W. Lloyd. 1963. Big Business Leaders in America.
- Warner, W. Lloyd. 1962. The Corporation in the Emergent American Society.
- Warner, W. Lloyd. 1961. The Family of God: A Symbolic Study of Christian Life in America.
- Warner, W. Lloyd. 1960. Social class in America: A Manual of Procedure for the Measurement of Social Status.
- Warner, W. Lloyd. 1959. The Living and the Dead: A Study of the Symbolic Life of Americans.
- Warner, W. Lloyd (ed.). 1959. Industrial Man: Businessmen and Business Organizations.
- Warner, W. Lloyd. 1955. Big Business Leaders in America,
- Warner, W. Lloyd. 1955. Occupational Mobility in American Business and Industry, 1928-1952.
- Warner, W. Lloyd. 1953. American Life: Dream and Reality.
- Warner, W. Lloyd. 1952. Structure of American Life.
- Warner, W. Lloyd. 1949. Democracy in Jonesville; A Study of Quality and Inequality.
- Warner, W. Lloyd. 1949. Social Class in America: A Manual of Procedure for the Measurement of Social Status.
- Warner, W. Lloyd. 1948. The Radio Day Time Serial: A Symbolic Analysis.
- Warner, W. Lloyd. 1947. The Social System of the Modern Factory. The Strike: A Social Analysis.
- Warner, W. Lloyd. 1946. Who Shall Be Educated? The Challenge of Unequal Opportunities.
- Warner, W. Lloyd. 1945. The Social Systems of American Ethnic Groups.
- Warner, W. Lloyd. 1944. Who Shall Be Educated? The Challenge of Unequal Opportunities.
- Warner, W. Lloyd. 1942. The Status System of a Modern Community.
- Warner, W. Lloyd. 1941. Color and Human Nature: Negro Personality Development in a Northern City.
- Warner, W. Lloyd. 1937. A Black Civilization: A Social Study of an Australian Tribe.